# محمية خاما وحيد القرن
محمية خاما وحيد القرن (بالإنجليزية:Khama Rhino Sanctuary)، هي منطقة حماية طبيعية للحياة البرية في بوتسوانا بإفريقيا الجنوبية، تبلغ مساحتها 43 كيلومترًا مربعًا، تأسست عام 1992 لحماية حيوانات وحيد القرن المهددة بالانقراض.

## الأهمية
توفير فوائد اقتصادية لمجتمع بوتسوانا المحلي من خلال السياحة والمحافظة على البيئة، والاستخدام المستدام للموارد الطبيعية.

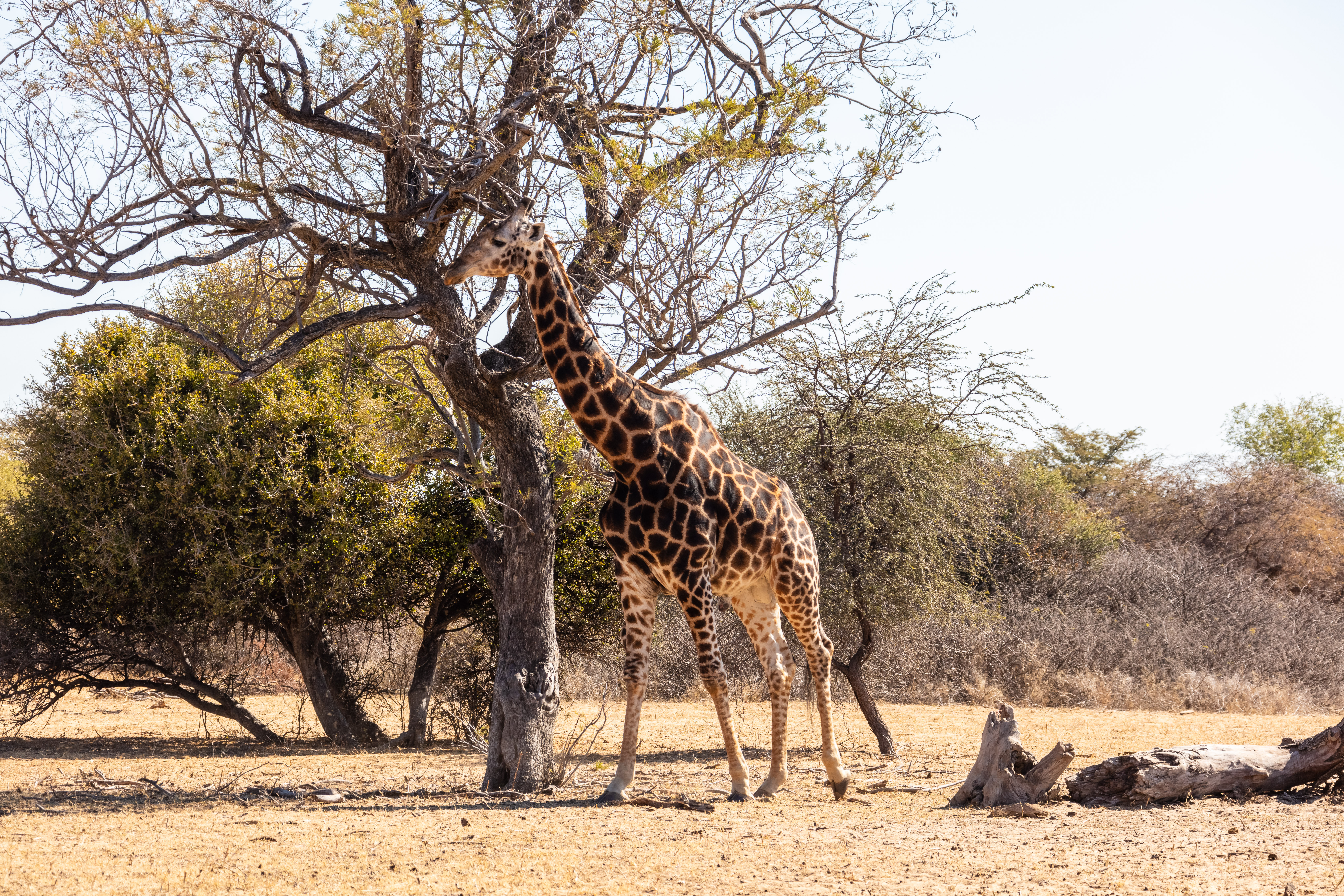
الزرافات في المحمية الطبيعية

تهدف منطقة الحماية التي يديرها المجتمع المحلي إلى التركيز على حماية وحيد القرن الأسود والأبيض، يتجول حوالي 40 من وحيد القرن في منطقة الحماية المسطحة مما يسهل مراقبتها، تتم الحراسة تقريبًا ليلًا ونهارًا، ويحيط سياج كهربائي بأبراج مراقبة بالمحمية.

## التاريخ
في عام 1989وبسبب القلق بشأن الصيد الجائر لوحيد القرن، أنشأ سكان سيروي محمية طبيعية للحياة البرية، تم تقديم أول أربعة وحيد قرن أبيض في عام 1992،وتم منح الأرض المحيطة ببحيرة سيروي، وهي بحيرة جافة من قبل مجلس أرض نجواتو في عام 1993.

## الحياة البرية
تعد المحمية موطنًا للحياة البرية الأخرى التي استقرت بشكل طبيعي أو تم نقلها إليها، وهذا يشمل الزرافات، والحرث الأحمر، والجيمبوك، والحمر الوحشية، والحيوانات البرية الزرقاء، والظباء، والظباء المائية، والفهود، وابن آوى أسود الظهر، والضباع البنية، والفهود، والنعام، والثعالب ذات أذنين الخفافيش، والوشق، والقطط البرية الأفريقية وأنواع أخرى.

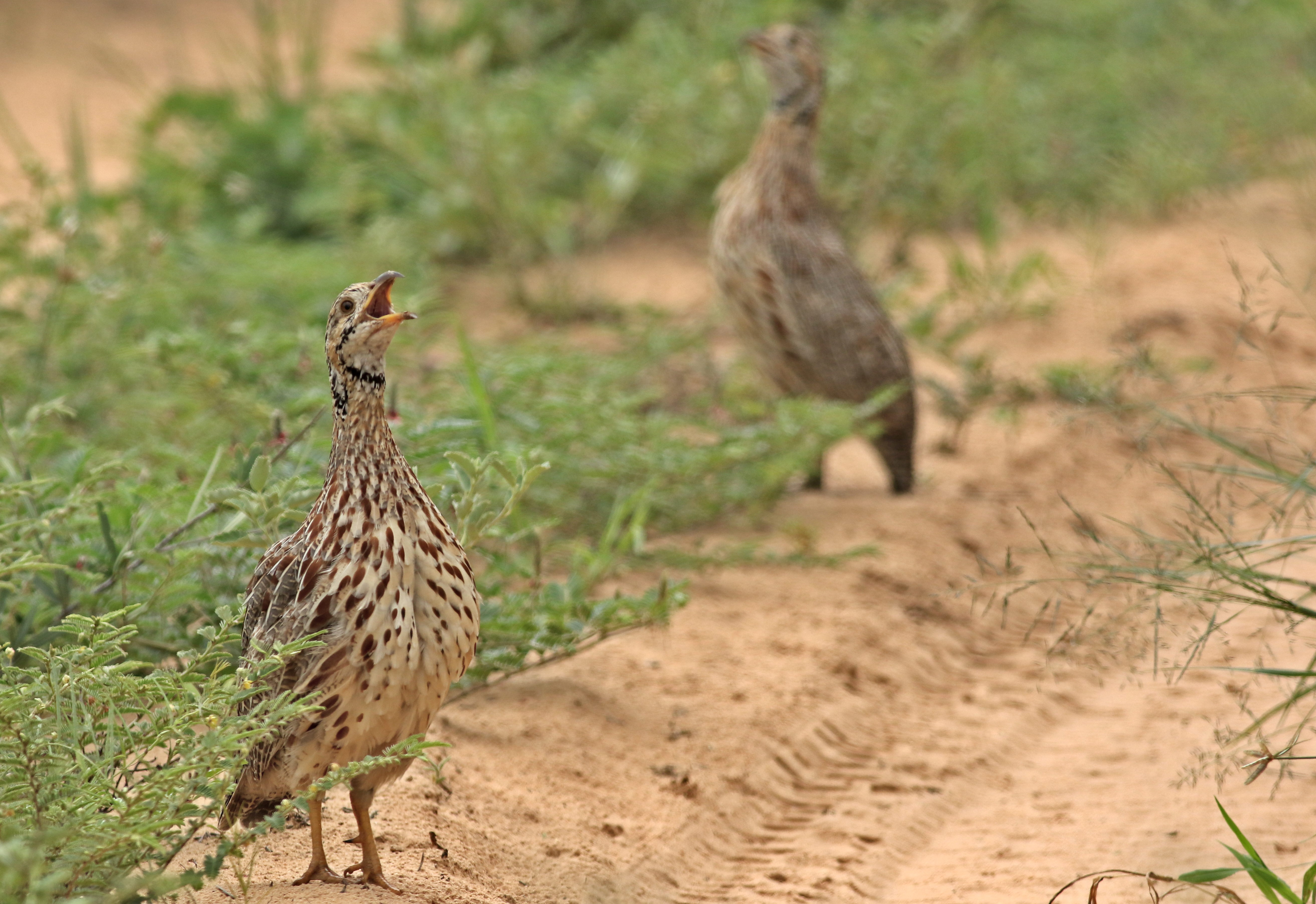
طيور في المحمية الطبيعية

كما تشمل أنواع الطيور التي تم تحديدها في المحمية الطيور الحبشية ذات الخوذة والنسر ذو الوجه الصغير. 